# Cherish (Kool & the Gang)
Cherish è un singolo del gruppo musicale statunitense Kool & the Gang, pubblicato nel 1985 ed estratto dall'album Emergency (uscito l'anno precedente). Autori del brano Cherish sono Clifford Adams, Curtis Williams, Ricky West, Dennis Thomas, J.T. Taylor, Claydes Smith, Michael Ray, Robert Mickens, Sennie Martin, George Brown, Ronald Bell e Robert Bell.
Il singolo, uscito su etichetta De-Lite Records/Mercury Records e prodotto da Kool & the Gang, Jim Bonnefond e Ronald Bell, raggiunse il secondo posto delle classifiche negli Stati Uniti e in Svizzera e il terzo in Austria, Belgio e Paesi Bassi.
Il brano, che si ritrova anche in vari "Best of" del gruppo, è stato in seguito ripubblicato in nuove versioni su singolo (come nel 2000, nel 2004 assieme ai Natural) e vari artisti inoltre inciso una cover del brano.

## Descrizione

### Storia

#### Composizione
L'idea del brano nacque mentre il gruppo si trovava a Nassau, nelle Bahamas, per incidere l'album Emergency (registrato presso i Compass Point Studios). Durante una sessione di lavoro in spiaggia, il leader e principale voce del gruppo disse che, mentre stava osservando i figli dei membri del gruppo, pensò a come fossero stati fortunati e a come Dio li avesse benedetti: per questo si disse che dovevano averne cura (in inglese cherish).
Taylor sottopose così l'idea per la composizione di una nuova canzone al bassista del gruppo Robert "Kool" Bell.
Lo stesso Taylor si occupò della stesura del testo della canzone. Affermò che fu la prima volta che gli riuscì di scrivere un testo tutto in una volta senza doverlo poi cambiare.

### Testo e musica

#### Testo
La parola del titolo, cherish è il verbo (to) cherish, che significa "avere cura di", "tenere caro", "proteggere", ecc.
Il testo della canzone parla infatti di una coppia felice e il protagonista invita la propria compagna a serbare con cura o proteggere questo amore (cherish the love) e la vita che stanno trascorrendo assieme (we should cherish the life we live), anche perché sono momenti da conservare in quanto c'è preoccupazione per il tempo che passa.

#### Musica
La musica del "prologo" (ottenuta dall'alternanze di note attigue della scala di Re bemolle maggiore discendente) è un po' malinconica, mentre il ritornello è piuttosto vivace.
Dell'incisione originale del brano esistono due versioni: quella standard, più corta, e un'altra più lunga, che è quella che si sente anche nel video musicale. Quest'ultima versione si differenzia dalla prima, in particolare, per l'aggiunta all'inizio del suono delle onde del mare e contemporaneamente del verso di un gabbiano e per una parte eseguita al sassofono.

## Versione originale del singolo

### Tracce
7" (Versione 1)
1. Cherish – 6:30
2. Celebration – 5:00

7" (Versione 2)
1. Cherish – 4:45
2. Misled – 4:56

7" (Versione 3)
1. Cherish – 4:45
2. Ladies' Night – 4:50

7" (Versione 4)
1. Cherish – 3:58
2. Cherish (Instrumental) – 4:34

12"

Lato A:
1. Cherish – 4:45

Lato B:
1. Fresh (US Remix) – 6:30
2. Celebration (Full Version) – 5:00

12" (Remix)
1. Cherish – 5:40
2. Fresh/Misled (Special Mix) – 6:10

### Video musicale
Il video musicale è ambientato in una spiaggia tropicale.
All'inizio del video si vede un gabbiano in lontananza. Poi si vede una coppia passeggiare nella spiaggia e baciarsi.
Del resto, proprio all'inizio della canzone si parla di una spiaggia:  si invita la donna amata a fare una passeggiata mano nella mano lungo l'oceano.

### Classifiche
| Classifica  | Posizione massima | Nr. di settimane |
| ----------- | ----------------- | ---------------- |
| Austria     | 3                 | 16               |
| Belgio      | 3                 | 15               |
| Francia     | 11                | 19               |
| Germania    | 5                 | 20               |
| Paesi Bassi | 3                 | 14               |
| Regno Unito | 4                 |                  |
| Stati Uniti | 2                 |                  |
| Svezia      | 19                | 2                |
| Svizzera    | 2                 | 18               |

## Cover
Tra gli artisti che hanno inciso una cover del brano, figurano (in ordine alfabetico):
- Alexander O'Neal (2008)[2]
- Montgomery Smith[2]
- Pappa Bear feat. Van der Toorn (singolo del 1997)[3][12]
- Howard Carpendale (1992; versione in tedesco intitolata Leben mit Dir)[3][13]
- Clear Touch (1990)[2]
- Tischmusik[2]

## Aneddoti legati al brano
- Nell'ottobre 1985 il padre di uno dei membri del gruppo, Robert "Kool" Bell, moriva proprio mentre stava ascoltando il brano[1][4]

## Il brano nella cultura di massa
- Il brano è stato inserito in un episodio del 1992 della serie televisiva Sjans[14]
- Il brano è stato inserito nella colonna sonora del film del 2009, con protagonista Zac Efron, 17 Again - Ritorno al liceo[1][3][14]